# Nilo Mur Zimmerman
Nilo Mur Zimmerman (Barcelona, 22 de juliol de 1986) també conegut sovint com a Nilo Zimmerman, és un actor i director de fotografia barceloní, fill de la directora de cinema Lydia Zimmerman. Va estudiar el batxillerat a l'Escola Pia de Sant Antoni.
Va debutar com a actor el 1997 en un episodi de la sèrie Cròniques de la veritat oculta i el 1999 a la pel·lícula Presence of mind. Després de participar en The Tulse Luper Suitcases, Part 1: The Moab Story de Peter Greenaway (2003), li va arribar el reconeixement pel seu paper a Héctor, pel qual fou nomenat al Goya al millor actor revelació. També ha participat com a actor a El calentito (2005), Diari d'una nimfòmana (2008) i Estación del olvido (2009).
El 2009 va dirigir el curtmetratge Carlota, protagonitzat per Macarena Gómez i que fou estrenat al Festival Internacional de Cinema Fantàstic de Sitges. Des d'aleshores ha treballat com a director de fotografia a diversos curtmetratges, la documental María conversa (2016) i al llargmetratge The Deserted de Michael Baltazar.